# Самодзі

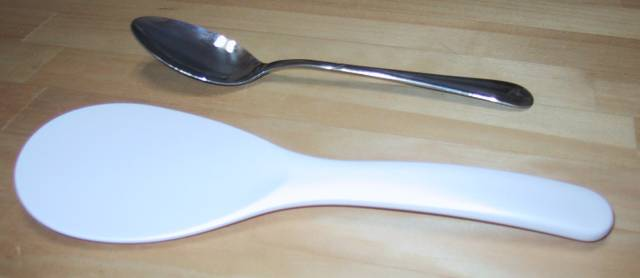
Самодзі і столова ложка

Самодзі (яп. 杓 文字) — плоска лопатка, що використовується в японській кухні для розмішування рису і примішування оцту в рис в процесі приготування суші. За однією з версій самодзі була винайдена монахом з острова Іцукусіма.
За традицією самодзі робиться з бамбука чи деревини, а зараз і з пластмаси. У процесі використання, щоб рис не прилипав до самодзі, її часто занурюють у воду. Хоча існують деякі види самодзі, виготовлені з дорогого пластика, до якого рис не прилипає. Металеві лопатки практично не використовуються, тому що металевою самодзі можна ненавмисно розрізати зерна рису або пошкодити дерев'яну хангірі.
Самодзі також застосовується як кухонний топірець для шаткування овочів, наприклад часнику та огірків.